# 細田民樹
細田 民樹（ほそだ たみき、1892年1月27日 - 1972年10月5日）は、日本の小説家。

## 経歴
東京府生まれ。早稲田大学英文科卒。1924年に軍隊生活を素材にした『或兵卒の記録』で反響を呼び、プロレタリア文学の作家として活躍した。弾圧以後は通俗小説に転ずるが、戦後は民主主義作家として活動した。

## 著書
- 悩める破婚者 新潮社 1920
- 極みなき破局 春陽堂 1920
- 妹の恋 新潮社 1921 (新進作家叢書)
- 母の零落 聚英閣 1921
- 凱旋 春陽堂 1921
- 日の下に 新潮社 1922
- 執愛の日 新潮社 1924 (中篇小説叢書)
- 或兵卒の記録 改造社 1924
- 逆生 プラトン社 1925
- 本心 春陽堂 1925
- 専助と若菜 第1巻 春秋社 1927
- 赤い曙 春秋社 1927
- 黄色い窓 先進社 1930
- 黒の死刑女囚 千倉書房 1930
- 真理の春 中央公論社 1930
- 生活線ABC 中央公論社 1931
- 愛人 新潮社 1931
- それを敢てした女 中央公論社 1933
- 青い仕事着 他三篇 非凡閣 1934 (新選大衆小説全集 14)
青い仕事着　産　名つけ　続「母の零落」
- 犬吠岬心中 文化集団社 1934
- 黄菊白菊 中央公論社 1935
- 浄婚記 中央公論社 1937
- 井の頭にて想ふ 大東出版社 1941
- 二人の女子大學生 河北書房 1941
- 青春の倫理 有光社 1941
- 薔薇競技 河北書房 1942
- 夏子 淡海堂出版部 1942
- 永遠の妻 三杏書院 1942
- 旅ゆく心 有光社 1942
- 争ひを越えゆく女 女性解放篇 湊書房 1947
- 戦争未亡人 湊書房 1949
- 廣島悲歌 世界社 1949
- 新吉君のあたらしさ 広島図書 1950 (銀の鈴文庫 伝記創作篇)
- フランクリン 広島図書 1951 (銀の鈴文庫 伝記創作篇)
- 偽らぬ日本史 共同研究 中央公論社 1952
- ビショップの輪 大日本雄弁会講談社 1955
- 高杉晋作 国土社 1958 (少年伝記文庫)
- 日本歴史の12人 神武から明治維新まで 春秋社 1968

## 翻訳
- ドストイェーフスキー全集 第2巻 卑められ辱められし人々 ドストイヱフスキー全集刊行会 1920
- ドストイェフスキイ全集 第1巻 小心者、クリスマスツリーと或る結婚式 ドストエフスキー全集刊行会 1926
- ドストイェフスキイ全集 第4巻 賭博者 ドストエフスキー全集刊行会 1926

## エピソード
- 大学の同じクラスには植村宗一（直木三十五）、宮島新三郎、田中純、西条八十、青野季吉、細田源吉、木村毅など、後に文壇などで活躍する錚々たるメンバーが居た[1]。